# Springers Zwergbarsch
Springers Zwergbarsch (Pseudochromis springeri) ist ein Fisch aus der Familie der Zwergbarsche (Pseudochromidae).

## Merkmale
Springers Zwergbarsch wird bis zu 6 cm lang und hat eine längliche Körperform mit zwei langen und schmalen seitlich am Körper liegenden Rücken- sowie Bauchflossen und einer rundlichen Schwanzflosse. Bis auf die kleine durchsichtige Bauchflosse sind die Flossen wie der gesamte Körper dunkel graublau gefärbt. Auffällig sind zwei leuchtend-blaue Streifen, die den Kopf bedecken und an die Musterung eines Putzerfisches erinnern. Zwischen ihnen liegt das Auge. Zudem weisen die Flossen einen hell- bis dunkelblauen Rand auf.

## Verbreitung
Das Verbreitungsgebiet ist ausschließlich auf das Rote Meer beschränkt. 

## Lebensweise
Diese Zwergbarschart lebt in versteckreichen Felsen- und Korallenriffen in bis zu 60 m Tiefe. Sie ist sowohl einzeln als auch paarweise anzutreffen und verteidigt ihr Revier aggressiv gegen Artgenossen.